# Élénksárga galambgomba
Az élénksárga galambgomba (Russula solaris) az Agaricomycetes osztályának galambgomba-alkatúak (Russulales) rendjébe, ezen belül a galambgombafélék (Russulaceae) családjába tartozó, Európában honos, nem ehető gombafaj.

## Megjelenése
Az élénksárga galambgomba kalapja 3-6 cm széles, formája kezdetben félgömb alakú, majd kiterül, a közepe bemélyedhet. Széle bordás, felszíne nedves időben síkos. Színe élénksárga, aranysárga vagy krómsárga, középen intenzívebb, a széle felé világosabb árnyalatú. Húsa fehér, vékony, törékeny. Íze csípős, szaga kellemetlen, ecetszerű.
Lemezei közepesen sűrűek, tönkhöz nőttek. Féllemeze nincs. Színük fiatalon fehér, később krémszínű.
Spórapora krémszínű. Spórája elliptikus, felszíne izoláltan tüskés, mérete 7-8,5 x 5-6,5 µm.
Tönkje 3-6 cm magas és max. 1,5 cm vastag. Alakja hengeres, lefelé szélesedő. Törékeny, színe fehér, felülete sima.

### Hasonló fajok
Más sárga kalapú galambgombákkal (fakó galambgomba, halványsárga galambgomba) lehet összetéveszteni. 

## Elterjedése és termőhelye
Európában honos. Magyarországon gyakori.
Meszes talajú bükkerdőkben, ritkábban tölgyesekben él, inkább a bükkökkel létesít gyökérkapcsoltságot. Júliustól szeptemberig terem. 
Nem ehető.